# Akpro-Missérété
Akpro-Missérété je grad u beninskom departmanu Ouémé. Nalazi se 8 km sjeverno od Porto-Nova.
Prema popisu iz 2002. godine, Akpro-Missérété je imao 22.491 stanovnika.